# جیجل
جیجل (به عربی: جیجل) شهری در استان جیجل واقع در کشور الجزایر است که در سال ۱۹۹۸ میلادی ۱۰۶٫۰۰۳ نفر جمعیت داشته و جمعیت آن در سال ۲۰۰۵ میلادی به ۱۴۸٫۹۰۱ نفر رسیده‌است.